# Безодня (релігія)
Безо́дня (дав.-гр. Ἄβυσσος *безкрайня прірва) — у Біблії це символ глибинних світів. Має декілька значень: (1) первозданні води, хаос; (2) підземні води; (3) моря і річки; (4) потойбічний світ, край померлих; (5) край злих духів, пекло. У двох останніх значеннях вживається у Новому Заповіті (Лк. 16:26, Об. 9:11).